# Copa do Mundo de ciclismo em pista de 2015-2016
A Copa do Mundo de ciclismo em pista de 2015-2016 é uma competição organizada pela UCI que reagrupa várias provas de ciclismo em pista. A temporada estreia em 30 de outubro de 2015 e termina-se em 17 de janeiro de 2016. Foram disputadas três séries nesta temporada.
A cada série está constituída com dez provas olímpicas disputadas pelos homens e as mulheres : keirin, velocidade individual, velocidade por equipas, perseguição por equipas e omnium. As provas anexas podem estar organizadas sem estar consideradas como as provas de Copa do mundo, mas como as provas de classe 1 (C1).
À classificação por nações, Alemanha é a detentora do título.
Esta edição permite atribuir as cotas de participação dos ciclistas e das federações aos mundiais em pista 2016 de Londres e também, para os Jogos Olímpicos 2016 de Rio de Janeiro.
No marco da série de Hong Kong, a UCI anunciou que esta temporada é a última baixo esta forma. Para a temporada seguinte, as modificações vão ser contribuídas para criar uma competição mais duradoura e atraente.

## Calendário
| Data           | País          | Cidade    |
| -------------- | ------------- | --------- |
| 30 de outubro- | Colômbia      | Cali      |
| 5-             | Nova Zelândia | Cambridge |
| 16-            | Hong Kong     | Hong Kong |

## Classificação por nações
| Faixa | País/Equipa   | Cali 1 | Cambr 2 | Hong 3 | Total  |
| ----- | ------------- | ------ | ------- | ------ | ------ |
| 1.    | Reino Unido   | 1275,5 | 1119,5  | 1567,0 | 3962,0 |
| 2.    | Alemanha      | 1469,0 | 1385,0  | 956,0  | 3810,0 |
| 3.    | China         | 1118,0 | 905,0   | 1210,0 | 3233,0 |
| 4.    | Austrália     | 959,5  | 946,0   | 1123,5 | 3179,0 |
| 5.    | Nova Zelândia | 724,5  | 1297,5  | 941,0  | 2963,0 |
| 6.    | Rússia        | 1151,0 | 739,5   | 922,0  | 2812,5 |
| 7.    | Canadá        | 757,0  | 1081,0  | 956,0  | 2794,0 |
| 8.    | França        | 929,0  | 756,0   | 961,5  | 2646,0 |
| 9.    | Países Baixos | 977,0  | 893,0   | 667,0  | 2537,0 |
| 10.   | Polónia       | 658,5  | 545,0   | 715,5  | 1919,0 |

## Homens

### Keirin

#### Resultados
| Lugar     | Vencedor        | Segundo          | Terceiro          |
| --------- | --------------- | ---------------- | ----------------- |
| Cali      | Joachim Eilers  | Matthew Glaetzer | Edward Dawkins    |
| Cambridge | Joachim Eilers  | Maximilian Levy  | Matthew Baranoski |
| Hong Kong | Matthijs Büchli | Hugo Barrette    | Im Chae-bin       |

#### Classificação
| Pos. | Corredor          | Cali | Camb | Hong | Pts |
| 1.   | Joachim Eilers    | 150  | 150  | -    | 300 |
| 2.   | Yuta Wakimoto     | 98   | 54   | 105  | 257 |
| 3.   | Matthew Baranoski | 105  | 120  | 24   | 249 |
| 4.   | Im Chae-bin       | 66   | 30   | 120  | 216 |
| 5.   | Maximilian Levy   | 54   | 135  | -    | 189 |
| 6.   | Hugo Barrette     | -    | 49   | 135  | 135 |
| 7.   | Matthijs Büchli   | -    | 30   | 150  | 180 |
| 8.   | Pavel Kelemen     | -    | 90   | 90   | 180 |
| 9.   | Eric Engler       | -    | 98   | 66   | 164 |
| 10.  | Nikita Shurshin   | 49   | 113  | -    | 162 |

### Velocidade

#### Resultados
| Lugar     | Vencedor          | Segundo          | Terceiro        |
| --------- | ----------------- | ---------------- | --------------- |
| Cali      | Denis Dmitriev    | Jeffrey Hoogland | Max Niederlag   |
| Cambridge | Matthew Glaetzer  | Max Niederlag    | Maximilian Levy |
| Hong Kong | Patrick Constable | Xu Chao          | Jason Kenny     |

#### Classificação
| Pos. | Corredor           | Cali | Camb | Hong | Pts |
| 1.   | Damian Zielińesqui | 98   | 105  | 74   | 277 |
| 2.   | Matthew Glaetzer   | 105  | 150  | -    | 255 |
| 3.   | Max Niederlag      | 120  | 135  | -    | 255 |
| 4.   | Xu Chao            | 42   | 66   | 135  | 243 |
| 5.   | Patrick Constable  | -    | 90   | 150  | 240 |
| 6.   | Maximilian Levy    | 113  | 120  | -    | 233 |
| 7.   | Denis Dmitriev     | 150  | 60   | -    | 210 |
| 8.   | Jason Kenny        | 90   | -    | 120  | 210 |
| 9.   | Njisane Phillip    | 24   | 98   | 82   | 204 |
| 10.  | Edward Dawkins     | 60   | 113  | -    | 173 |

### Velocidade por equipas

#### Resultadas
| Lugar     | Vencedor                                                    | Segundo                                                       | Terceiro                                                               |
| --------- | ----------------------------------------------------------- | ------------------------------------------------------------- | ---------------------------------------------------------------------- |
| Cali      | Alemanha · René Enders · Max Niederlag · Joachim Eilers     | Polónia · Grzegorz Drejgier · Rafał Sarnecki · Mateusz Lipa   | Países Baixos · Nils van 't Hoenderdaal · Jeffrey Hoogland · Hugo Haak |
| Cambridge | Alemanha · René Enders · Robert Förstemann · Joachim Eilers | Nova Zelândia · Ethan Mitchell · Sam Webster · Edward Dawkins | Austrália · Nathan Hart · Peter Lewis · Matthew Glaetzer               |
| Hong Kong | Reino Unido · Philip Hindes · Jason Kenny · Callum Skinner  | Polónia · Maciej Bielecki · Mateusz Lipa · Kamil Kuczyńesqui  | Rússia · Pavel Yakushevskiy · Denis Dmitriev · Nikita Shurshin         |

#### Classificação
| Pos. | Equipa        | Cali  | Camb  | Hong  | Pts   |
| 1.   | Reino Unido   | 157,5 | 169,5 | 225,0 | 552,0 |
| 2.   | Alemanha      | 225,0 | 225,0 | 99,0  | 549,0 |
| 3.   | Polónia       | 202,5 | 123,0 | 202,5 | 528,0 |
| 4.   | Países Baixos | 180,0 | 147,0 | 147,0 | 474,0 |
| 5.   | Rússia        | 111,0 | 157,5 | 180,0 | 448,5 |
| 6.   | França        | 90,0  | 135,0 | 157,5 | 382,5 |
| 7.   | China         | 135,0 | 90,0  | 123,0 | 348,0 |
| 8.   | Austrália     | 169,5 | –     | 169,5 | 339,0 |
| 9.   | Nova Zelândia | 58,5  | 202,5 | 54,0  | 315,0 |
| 10.  | Coreia do Sul | 73,5  | 67,5  | 135,0 | 276,0 |

### Perseguição por equipas

#### Resultadas
| Lugar     | Vencedor                                                                         | Segundo                                                                         | Terceiro                                                                      |
| --------- | -------------------------------------------------------------------------------- | ------------------------------------------------------------------------------- | ----------------------------------------------------------------------------- |
| Cali      | Rússia · Alexander Serov · Sergey Shilov · Dmitriy Sokolov · Kirill Sveshnikov   | Suíça · Stefan Küng · Patrick Müller · Frank Pasche · Théry Schir               | Austrália · Daniel Fitter · Jackson Law · Alexander Porter · Callum Scotson   |
| Cambridge | Austrália · Jack Bobridge · Luke Davison · Alexander Edmondson · Michael Hepburn | Nova Zelândia · Cameron Karwowski · Pieter Bulling · Alex Frame · Regan Gough   | Alemanha · Maximilian Beyer · Leif Lampater · Theo Reinhardt · Kersten Thiele |
| Hong Kong | Austrália · Sam Welsford · Alexander Porter · Miles Scotson · Rohan Wight        | Dinamarca · Niklas Larsen · Frederik Madsen · Casper Pedersen · Rasmus Pedersen | Reino Unido · Oliver Wood · Germain Burton · Kian Emadi · Christopher Latham  |

#### Classificação
| Pos. | Equipa        | Cali | Camb | Hong | Pts |
| 1.   | Austrália     | 240  | 300  | 300  | 840 |
| 2.   | Alemanha      | 196  | 240  | 226  | 662 |
| 3.   | Dinamarca     | 226  | 164  | 270  | 660 |
| 4.   | Reino Unido   | 210  | 210  | 240  | 660 |
| 5.   | Rússia        | 300  | 120  | 210  | 630 |
| 6.   | Suíça         | 270  | 180  | 132  | 582 |
| 7.   | Nova Zelândia | 164  | 270  | 148  | 582 |
| 8.   | Países Baixos | 148  | 226  | 164  | 538 |
| 9.   | China         | 180  | 98   | 180  | 458 |
| 10.  | Itália        | 98   | 132  | 196  | 426 |

### Omnium

#### Resultados
| Lugar     | Vencedor            | Segundo             | Terceiro        |
| --------- | ------------------- | ------------------- | --------------- |
| Cali      | Viktor Manakov      | Roger Kluge         | Elia Viviani    |
| Cambridge | Lasse Norman Hansen | Christopher Latham  | Glenn O'Shea    |
| Hong Kong | Thomas Boudat       | Lasse Norman Hansen | Artyom Zakharov |

#### Classificação
| Pos. | Corredor            | Cali | Camb | Hong | Pts |
| 1.   | Thomas Boudat       | 74   | 98   | 150  | 322 |
| 2.   | Lasse Norman Hansen | -    | 150  | 135  | 285 |
| 3.   | Viktor Manakov      | 150  | -    | 82   | 232 |
| 4.   | Park San-hoon       | 90   | 113  | 18   | 221 |
| 5.   | Tim Veldt           | 113  | 42   | 45   | 200 |
| 6.   | Artyom Zakharov     | 24   | 54   | 120  | 198 |
| 7.   | Ignacio Prado       | 98   | 30   | 49   | 177 |
| 8.   | Aarón Gate          | 82   | -    | 74   | 156 |
| 9.   | Gaël Suter          | -    | 60   | 90   | 150 |
| 10.  | Kenny De Ketele     | 42   | 105  | -    | 147 |

### Provas C1
Estas provas estão disputadas no marco dos séries da Copa do mundo, mas nenhum ponto está atribuído.
Perseguição individual
| Lugar | Vencedor          | Segundo        | Terceiro        |
| ----- | ----------------- | -------------- | --------------- |
| Cali  | Domenic Weinstein | Andrew Tennant | Dmitriy Sokolov |

Corrida por pontos
| Lugar     | Vencedor        | Segundo      | Terceiro     |
| --------- | --------------- | ------------ | ------------ |
| Cali      | Cheung King Lok | Eloy Teruel  | Edwin Ávila  |
| Hong Kong | Benjamin Thomas | Julio Amores | Luke Mudgway |

Scratch
| Lugar     | Vencedor        | Segundo         | Terceiro      |
| --------- | --------------- | --------------- | ------------- |
| Cambridge | Mark Stewart    | Brayan Sánchez  | Roman Gladysh |
| Hong Kong | Benjamin Thomas | Xavier Cañellas | Jordan Parra  |

Estadounidense
| Lugar     | Vencedor                                  | Segundo                                  | Terceiro                                    |
| --------- | ----------------------------------------- | ---------------------------------------- | ------------------------------------------- |
| Cali      | Alemanha · Kersten Thiele · Leon Rohde    | Espanha · Sebastián Mora · Albert Torres | Suíça · Stefan Küng · Théry Schir           |
| Cambridge | França · Morgan Kneisky · Benjamin Thomas | Suíça · Silvan Dillier · Théry Schir     | Reino Unido · Germain Burton · Mark Stewart |

## Mulheres

### Keirin

#### Resultados
| Lugar     | Vencedor           | Segundo          | Terceiro           |
| --------- | ------------------ | ---------------- | ------------------ |
| Cali      | Kristina Vogel     | Guo Shuang       | Ekaterina Gnidenko |
| Cambridge | Guo Shuang         | Anna Meares      | Monique Sullivan   |
| Hong Kong | Simona Krupeckaitė | Stephanie Morton | Lee Wai-sze        |

#### Classificação
| Pos. | Corredora          | Cali | Camb | Hong | Pts |
| 1.   | Guo Shuang         | 135  | 150  | 82   | 367 |
| 2.   | Lee Wai-sze        | 105  | 105  | 120  | 330 |
| 3.   | Simona Krupeckaitė | 82   | 49   | 150  | 281 |
| 4.   | Lyubov Shulika     | 54   | 113  | 105  | 272 |
| 5.   | Lee Hyejin         | 36   | 98   | 113  | 247 |
| 6.   | Kristina Vogel     | 150  | 90   | -    | 240 |
| 7.   | Stephanie Morton   | 90   | -    | 135  | 225 |
| 8.   | Ekaterina Gnidenko | 120  | -    | 98   | 218 |
| 9.   | Monique Sullivan   | 15   | 120  | 49   | 184 |
| 10.  | Zhong Tianshi      | 98   | 82   | -    | 180 |

### Velocidade

#### Resultados
| Lugar     | Vencedor       | Segundo          | Terceiro           |
| --------- | -------------- | ---------------- | ------------------ |
| Cali      | Guo Shuang     | Zhong Tianshi    | Lee Wai-sze        |
| Cambridge | Kristina Vogel | Stephanie Morton | Simona Krupeckaitė |
| Hong Kong | Junhong Lin    | Lee Wai-sze      | Anastasia Voinova  |

#### Classificação
| Pos. | Corredora          | Cali | Camb | Hong | Pts |
| 1.   | Guo Shuang         | 135  | 113  | 105  | 368 |
| 2.   | Stephanie Morton   | 82   | 135  | 113  | 330 |
| 3.   | Lee Wai-sze        | 120  | 66   | 135  | 321 |
| 4.   | Kristina Vogel     | 113  | 150  | -    | 263 |
| 5.   | Simona Krupeckaitė | 60   | 120  | 82   | 262 |
| 6.   | Zhong Tianshi      | 150  | 90   | -    | 240 |
| 7.   | Katy Andando       | 42   | 98   | 98   | 238 |
| 8.   | Anastasia Voinova  | 105  | -    | 120  | 225 |
| 9.   | Junhong Lin        | 66   | -    | 150  | 216 |
| 10.  | Kaarle McCulloch   | -    | 105  | 90   | 195 |

### Velocidade por equipas

#### Resultadas
| Lugar     | Vencedor                                 | Segundo                                          | Terceiro                                           |
| --------- | ---------------------------------------- | ------------------------------------------------ | -------------------------------------------------- |
| Cali      | China · Gong Jinjie · Tianshi Zhong      | Team Jayco-AIS Anna Meares Stephanie Morton      | RusVelo Daria Shmeleva Anastasia Voinova           |
| Cambridge | China · Gong Jinjie · Tianshi Zhong      | Team Jayco-AIS Kaarle McCulloch Stephanie Morton | Países Baixos · Laurine van Riessen · Elis Ligtlee |
| Hong Kong | RusVelo Daria Shmeleva Anastasia Voinova | Reino Unido · Jessica Varnish · Katy Marchant    | Espanha · Tania Calvo · Helena Casas               |

#### Classificação
| Pos. | Equipa         | Cali | Camb | Hong | Pts |
| 1.   | China          | 150  | 150  | 90   | 390 |
| 2.   | Espanha        | 90   | 98   | 120  | 308 |
| 3.   | Canadá         | 82   | 105  | 113  | 300 |
| 4.   | Alemanha       | 113  | 113  | 66   | 292 |
| 5.   | Países Baixos  | 105  | 120  | 54   | 279 |
| 6.   | RusVelo        | 120  | -    | 150  | 270 |
| 7.   | Team Jayco-AIS | 135  | 135  | -    | 270 |
| 8.   | Reino Unido    | 74   | 60   | 135  | 269 |
| 9.   | França         | 66   | 90   | 98   | 254 |
| 10.  | Nova Zelândia  | 60   | 82   | 105  | 247 |

### Perseguição por equipas

#### Resultadas
| Lugar     | Vencedor                                                                       | Segundo                                                                         | Terceiro                                                                           |
| --------- | ------------------------------------------------------------------------------ | ------------------------------------------------------------------------------- | ---------------------------------------------------------------------------------- |
| Cali      | Canadá · Jasmin Glaesser · Allison Beveridge · Kirsti Lay · Stephanie Roorda   | Estados Unidos · Sarah Hammer · Kelly Catlin · Jennifer Valente · Ruth Winder   | Reino Unido · Katie Archibald · Elinor Barker · Joanna Rowsell · Ciara Horne       |
| Cambridge | Austrália · Ashlee Ankudinoff · Georgia Baker · Amy Cure · Isabella King       | Canadá · Allison Beveridge · Laura Brown · Jasmin Glaesser · Kirsti Lay         | Nova Zelândia · Rushlee Buchanan · Lauren Ellis · Jaime Nielsen · Georgia Williams |
| Hong Kong | Canadá · Jasmin Glaesser · Laura Brown · Stephanie Roorda · Georgia Simmerling | Reino Unido · Emily Nelson · Elinor Barker · Ciara Horne · Joanna Rowsell-Shand | Estados Unidos · Kelly Catlin · Chloé Dygert · Jennifer Valente · Ruth Winder      |

#### Classificação
| Pos. | Equipa         | Cali | Camb | Hong | Pts |
| 1.   | Canadá         | 300  | 270  | 300  | 870 |
| 2.   | Estados Unidos | 270  | 226  | 240  | 736 |
| 3.   | Reino Unido    | 240  | 164  | 270  | 674 |
| 4.   | China          | 226  | 196  | 226  | 648 |
| 5.   | Austrália      | 196  | 300  | 98   | 594 |
| 6.   | Itália         | 180  | 180  | 180  | 540 |
| 7.   | Nova Zelândia  | 78   | 240  | 210  | 528 |
| 8.   | Alemanha       | 164  | 148  | 196  | 508 |
| 9.   | Polónia        | 210  | 132  | 164  | 506 |
| 10.  | Bielorrússia   | 84   | 210  | 148  | 442 |

### Omnium

#### Resultados
| Lugar     | Vencedor          | Segundo           | Terceiro       |
| --------- | ----------------- | ----------------- | -------------- |
| Cali      | Laura Trott       | Laurie Berthon    | Sarah Hammer   |
| Cambridge | Allison Beveridge | Annette Edmondson | Jolien D'Hoore |
| Hong Kong | Laura Trott       | Sarah Hammer      | Laurie Berthon |

#### Classificação
| Pos. | Corredora              | Cali | Camb | Hong | Pts |
| 1.   | Kirsten Wild           | 113  | 113  | 82   | 308 |
| 2.   | Laura Trott            | 150  | -    | 150  | 300 |
| 3.   | Tatsiana Sharakova     | 105  | 90   | 105  | 300 |
| 4.   | Sarah Hammer           | 120  | -    | 135  | 255 |
| 5.   | Laurie Berthon         | 135  | -    | 120  | 255 |
| 6.   | Allison Beveridge      | -    | 150  | 74   | 224 |
| 7.   | Meułgorzata Wojtyra    | -    | 98   | 113  | 211 |
| 8.   | Leire Olaberria        | 98   | 60   | 49   | 207 |
| 9.   | Hsiao Mei Yu           | 74   | 66   | 66   | 206 |
| 10.  | Angie Sabrina Gonzalez | 27   | 82   | 90   | 199 |

### Provas C1
Estas provas estão disputadas no marco dos séries da Copa do mundo, mas nenhum ponto está atribuído.
Corrida por pontos
| Lugar     | Vencedor       | Segundo         | Terceiro     |
| --------- | -------------- | --------------- | ------------ |
| Hong Kong | Jolien D'Hoore | Jasmin Glaesser | Emily Nelson |

Scratch
| Lugar     | Vencedor           | Segundo       | Terceiro         |
| --------- | ------------------ | ------------- | ---------------- |
| Cali      | Arlenis Sierra     | Lotte Kopecky | Jennifer Valente |
| Hong Kong | Marina Shmayankova | Laura Trott   | Yang Qianyu      |